# Viktorija Andrulytė
Viktorija Andrulytė (Kaunas, 16 de abril de 1992) es una deportista lituana que compite en vela en la clase Laser Radial.
Ganó una medalla de bronce en el Campeonato Mundial de Laser Radial de 2021 y una medalla de plata en el Campeonato Europeo de Laser Radial de 2024.

## Palmarés internacional
| \| Campeonato Mundial \| Campeonato Mundial \| Campeonato Mundial \| Campeonato Mundial \| \| Año \| Lugar \| Medalla \| Clase \| \| ------------------ \| ------------------ \| ------------------ \| ------------------ \| \| 2021 \| Al Musanah (Omán) \| Medalla de bronce \| Laser Radial \| \| Campeonato Europeo \| \| \| \| \| Año \| Lugar \| Medalla \| Clase \| \| 2024 \| Atenas (Grecia) \| Medalla de plata \| Laser Radial \| |                   |                   |              |
| Campeonato Mundial |                   |                   |              |
| Año | Lugar             | Medalla           | Clase        |
| 2021 | Al Musanah (Omán) | Medalla de bronce | Laser Radial |
| Campeonato Europeo |                   |                   |              |
| Año | Lugar             | Medalla           | Clase        |
| 2024 | Atenas (Grecia)   | Medalla de plata  | Laser Radial |